# Calwa
Calwa és una concentració de població designada pel cens dels Estats Units a l'estat de Califòrnia. Segons el cens del 2000 tenia 762 habitants.

## Demografia
Segons el cens del 2000, Calwa tenia 762 habitants, 208 habitatges, i 177 famílies. La densitat de població era de 1.089,7 habitants/km².
Dels 208 habitatges en un 44,7% hi vivien nens de menys de 18 anys, en un 56,7% hi vivien parelles casades, en un 22,1% dones solteres, i en un 14,9% no eren unitats familiars. En el 9,1% dels habitatges hi vivien persones soles el 4,3% de les quals corresponia a persones de 65 anys o més que vivien soles. El nombre mitjà de persones vivint en cada habitatge era de 3,66 i el nombre mitjà de persones que vivien en cada família era de 3,9.
Per edats la població es repartia de la següent manera: un 30,8% tenia menys de 18 anys, un 12,2% entre 18 i 24, un 26,5% entre 25 i 44, un 17,7% de 45 a 60 i un 12,7% 65 anys o més.
L'edat mitjana aritmètca era de 30 anys. Per cada 100 dones de 18 o més anys hi havia 95,9 homes.
La renda mitjana per habitatge era de 28.983 $ i la renda mitjana per família de 28.285 $. Els homes tenien una renda mitjana de 32.167 $ mentre que les dones 19.583 $. La renda per capita de la població era de 8.292 $. Entorn del 27,9% de les famílies i el 28% de la població estaven per davall del llindar de pobresa.

## Poblacions més properes
El següent diagrama mostra les poblacions més properes.